# 16 regole dell'esperanto
Le 16 regole dell'esperanto sono una riduzione ai minimi termini delle regole grammaticali della lingua esperanto. Al contrario di quanto comunemente si crede, non rappresentano completamente la grammatica della lingua (che è comunque semplicissima); non sono inoltre caratterizzate da una particolare valenza didattica, e la loro importanza è prevalentemente di natura storica.

## Storia
Le 16 regole vennero infatti originariamente pubblicate il 26 luglio 1887 dal fondatore dell'esperanto, Ludwik Lejzer Zamenhof, all'interno dell'Unua Libro, inizialmente in russo, poi in polacco, francese, tedesco, inglese. Non tutte le versioni erano equivalenti, e avevano delle piccole differenze di contenuto tra di loro.
A difesa di Zamenhof fondatore dell'esperanto ed estensore di queste regole, si tenga presente che sono state scritte in un tempo in cui le teorie grammaticali moderne erano di là da venire. Le sedici regole furono in seguito ripubblicate nel 1905 insieme con un "dizionario universale" e una collezione di esercizi, sotto il titolo di Fundamento de Esperanto; quest'ultimo volume, ben più dell'edizione ottantasettana, è considerato una pietra miliare della storia della lingua esperanto.

## Le regole
Segue un riassunto del contenuto di ciascuna regola.
1. Non esiste l'articolo indeterminativo; esiste solo l'articolo determinativo la, invariabile per genere, caso e numero.
2. I sostantivi si formano aggiungendo una "o" alla radice. Il plurale si forma aggiungendo la terminazione "j" alla forma singolare. L'accusativo si forma aggiungendo "n" dopo la terminazione del sostantivo, singolare o plurale. Gli altri casi grammaticali si esprimono tramite preposizioni.
3. Gli aggettivi si formano aggiungendo una "a" alla radice; essi si declinano in caso e in numero come i sostantivi. Il comparativo è retto dalla preposizione "pli", il superlativo da "plej".
4. I numerali sono unu, du, tri, kvar, kvin, ses, sep, ok, naŭ, dek, cent, mil. Le decine e le centinaia si formano per apposizione dei numerali fondamentali. Gli aggettivi ordinali si formano con l'aggiunta della terminazione aggettivale "a" ("an" all'accusativo).
5. I pronomi personali sono mi, vi, li, ŝi, ĝi,  ni, ili, si, oni.[1] I pronomi possessivi sono caratterizzati dalla terminazione aggettivale "a" ("an" all'accusativo).
6. I verbi sono invariabili per persona o numero. Il presente termina in "as", il passato remoto in "is", il futuro semplice in "os", il condizionale presente in "us", l'imperativo presente in "u", l'infinito presente in "i". Esistono inoltre suffissi per i participi attivi ("ant", "int", "ont") e passivi ("at", "it", "ot"). Il complemento d'agente o di causa efficiente è introdotto dalla preposizione "de".
7. Gli avverbi si formano aggiungendo una "e" alla radice.
8. Le preposizioni reggono il nominativo.
9. Ogni parola si legge così come è scritta.
10. Nelle parole di più di una sillaba, l'accento cade sempre sulla penultima (ovvero sulla penultima vocale).
11. Le parole composte si formano per semplice apposizione di radici; la parola più importante va alla fine.
12. La doppia negazione afferma.
13. Il moto a luogo è reso tramite la terminazione "n".
14. Ogni preposizione ha un significato determinato. La preposizione generica "je" è l'unica a esserne priva.
15. Le parole straniere si possono utilizzare senza variazioni, purché opportunamente traslitterate nell'alfabeto dell'esperanto e dotate delle opportune terminazioni.
16. La terminazione "o" dei sostantivi e la "a" dell'articolo "la" possono essere, in determinate situazioni, sostituite da un apostrofo, per motivi di eufonia.